# Philomène Belliveau
Pour les articles homonymes, voir Belliveau.
Philomène Belliveau est une artiste acadienne canadienne, née en 1854 à Memramcook (Nouveau-Brunswick) et morte à Rimouski (Québec) en 1940. Elle fait ses études au couvent des Religieuses du Sacré-Cœur à Saint-Jean, au Nouveau-Brunswick. En 1889, elle étudie le dessin et la peinture à Boston. Ses dessins au pastel attirent rapidement l'attention et sont en grande demande à partir de 1891; dix articles à son sujet paraissent d'ailleurs dans les journaux. Elle épouse le juge Garon à Montréal en 1904. Le couple habite à Shédiac et à Rimouski. Philomène fait un voyage en Europe en 1925. Plusieurs de ses portraits subsistent, notamment au Musée acadien de l'Université de Moncton.